# Aftertouch
L'aftertouch ("dopo-tocco") è un controllo espressivo di alcuni strumenti musicali elettronici a tastiera.
In questo tipo di strumenti, data la natura artificiosa dei suoni che producono, è molto sentita dai musicisti l'esigenza di esprimere sensazioni o sottolineare passaggi durante le esecuzioni. Suonando uno strumento tradizionale si hanno a disposizione tecniche e trucchi per trasmettere queste piccole alterazioni, mentre la rigidità dello strumento a natura sintetica non lo permette.
Una soluzione a questa necessità consiste nel fornire un valore, impiegabile per alterare alcuni parametri del suono, premendo più o meno energicamente sui tasti già abbassati; più chiaramente, laddove un trombettista o un violinista potrebbe introdurre un vibrato su un acuto tenuto, il musicista al sintetizzatore può premere il tasto relativo alla nota tenuta, introducendo in modo proporzionale un effetto, ad esempio, di vibrato, causato dall'aumento di ampiezza del segnale dell'oscillatore a bassa frequenza (LFO) verso l'oscillatore controllato in tensione (VCO).
Questo effetto, denominato aftertouch, si aggiunge ai parametri già rilevati sul movimento del tasto:
- velocità di attacco: la velocità con la quale il tasto viene abbassato, che emula l'espressione del pianoforte
- velocità di rilascio: la velocità con la quale il tasto viene rilasciato, che può incidere ad esempio sui valori dei filtri per dare un effetto di smorzamento progressivo della nota
- impatto sui tasti: probabilmente implementato soltanto dalla Kurzweil Music Systems, rileva la forza con la quale il musicista si accanisce sui tasti (l'accelerazione da fermo) e restituisce in modo molto più realistico l'espressione del pianoforte

L'aftertouch può essere monofonico o polifonico (in campo MIDI rispettivamente channel aftertouch e key aftertouch); con l'aftertouch monofonico è indifferente che il musicista produca il controllo su uno o più tasti, poiché il valore generato dal controllo sarà sempre lo stesso e pertanto potrà agire sul suono complessivo di tutte le note premute insieme in quel momento, mentre con l'aftertouch polifonico ogni tasto potrà dosare il proprio valore di controllo individuale, indipendentemente dagli altri; ad esempio, in un accordo di tre note DO-MI-SOL, esercitando l'aftertouch con vibrato sul tasto di SOL lo strumento applicherà il vibrato a tutte le tre note se aftertouch monofonico, mentre se l'aftertouch sarà polifonico udremo il DO e il MI statici, mentre il vibrato sarà applicato soltanto al SOL. Gli strumenti politimbrici, provvisti di aftertouch polifonico, permettono anche di definire la destinazione del proprio aftertouch, avendo ad esempio un timbro di violino che, con aftertouch, esprime un vibrato, e contemporaneamente un timbro di trombone che, con aftertouch, provoca un'apertura del VCF aumentando le armoniche come in uno sforzato degli ottoni.